# كوبا ليبرتادوريس 1961
كأس ليبرتادوريس 1961 (بالإنجليزية: 1961 Copa Libertadores) هو موسم من كأس ليبرتادوريس. أقيم خلال الفترة 2 أبريل 1961 وحتى 11 يونيو 1961، وبمشاركة  9 فريقاً، وفاز فيه بنيارول.

## النهائي
ظهر حامل اللقب بينارول في المباراة النهائية الثانية على التوالي، في حين كان بالميراس يسعى للفوز بالبطولة للمرة الأولى. وصل كلا الفريقين إلى النهائي بسهولة نسبية حيث فاز كل منهما بثلاث من مبارياته الأربع. فاز بينارول في المباراة الأولى بهدف مقابل لاشيء، وتعادل الفريقان 1-1 في المباراة الثانية، ليفوز بنيارول باللقب للمرة الثانية على التوالي في أول نسختين من المسابقة.

## قائمة الهدافين
| مركز | لاعب                  | فريق     | أهداف |
| ---- | --------------------- | -------- | ----- |
| 1    | أوزفالدو بانزوتو      | سانتا في | 4     |
| 2    | ألبرتو بيرازو         | سانتا في | 3     |
| 2    | بينيسيو فيريرا        | أوليمبيا | 3     |
| 2    | خوان جويا ‏            | بينارول  | 3     |
| 2    | خوسيه فرانسيسكو ساسيا | بينارول  | 3     |
| 2    | ألبرتو سبنسر          | بينارول  | 3     |